# Daemonorops depressiuscula
Daemonorops depressiuscula är en enhjärtbladig växtart som först beskrevs av Friedrich Anton Wilhelm Miquel och Hermann Wendland, och fick sitt nu gällande namn av Odoardo Beccari. Daemonorops depressiuscula ingår i släktet Daemonorops och familjen Arecaceae.
Artens utbredningsområde är Sumatera. Inga underarter finns listade i Catalogue of Life.